# Poitea
Genre
Synonymes
- Bembicidium Rydb.[2]
- Corynella DC.[2]
- Notodon Urb.[2]
- Sabinea DC.[2]
- Sauvallella Rydb.[2]

Poitea est un genre de plantes à fleurs dicotylédones de la famille des Fabaceae, sous-famille des Faboideae, originaire des Antilles et d'Amérique centrale, qui comprend une douzaine d'espèces acceptées.

## Liste d'espèces
Selon The Plant List (30 octobre 2018) :
- Poitea campanilla DC.
- Poitea carinalis (Griseb.) Lavin

- Poitea dubia (Poir.) Lavin
- Poitea florida (Vahl) Lavin
- Poitea galegoides Vent.
- Poitea glyciphylla (Poir.) Urb.
- Poitea gracilis (Griseb.) Lavin
- Poitea immarginata (C.Wright) Lavin
- Poitea longiflora Urb.
- Poitea multiflora (Sw.) Urb.
- Poitea paucifolia (DC.) Lavin
- Poitea plumierii Urb.
- Poitea punicea (Urb.) Lavin